# Camponotus varus
Camponotus varus é uma espécie de inseto do gênero Camponotus, pertencente à família Formicidae.